# Жернівка (річка)
Жернівка (Жорнівка) — річка в Україні, у Барському та Шаргородському районах Вінницької області. Права притока Лозової (басейн Дністра).

## Опис
Довжина 12 км, похил річки — 5,4 м/км. Площа басейну 44,0 км². 
Притоки: Погреби (ліва).

## Розташування
Бере початок на південно-західній околиці села Каришків. Тече переважно на південний схід через село Руданське і на північно-східній стороні від села Івашківці впадає в річку Лозову, ліву притоку Мурафи.